# Bouches-de-l'Yssel
Departamentul Bouches-de-l'Yssel (franceză Département des Bouches-de-l'Yssel, neerlandeză Departement Monden van de IJssel) a fost un departament al Franței din perioada primului Imperiu. 
Departamentul a fost format în urma anexării Regatului Olandei de către Primul Imperiu Francez în 1811. Departamentul ocupa un teritoriu din fosta Provincie Overijssel una din cele 17 provincii ale Țărilor de Jos iar apoi unul din teritoriile Provinciilor Unite. Odată cu formarea Republicii Batave în 1798 teritoriul este organizat sub forma de departamente, după modelul francez, teritoriul Bouches-de-l'Yssel aparținând departamentului Oude IJssel. În 1801 acesta este reorganizat în regiune fiind format departamentul Overijssel din care în 1807 este separat departamentul Drenthe. În urma refuzului Regatului Olandei de a aplica complet Blocada Continentală Imperiul Francez incorporarează întregului Regat Olandez în Imperiu în 1810.
Numele departamentului înseamnă "gura fluviului IJssel" (Yssel fiind denumirea în franceză) și indică faptul că este situat pe cursul inferior al acestui râu, în apropiere de vărsarea acestuia în Marea Nordului. Reședința departamentului a fost orașul Zwolle. Departamentul era administrat indirect prin intermediul administrației franceze de la Haga, împreună cu celelalte departamente nordul fostului Regat Olanda.
Departamentul este divizat în 3 arondismente și 15 cantoane astfel:
- arondismentul Zwolle, cantoanele: Hasselt, Kampen, Steenwijk, Vollenhove și Zwolle.
- arondismentul Almelo, cantoanele: Almelo, Delden, Enschede, Goor, Oldenzaal și Ootmarsum.
- arondismentul Deventer, cantoanele: Deventer, Hardenberg, Ommen și Raalte.

În urma debarcării viitorului rege William I la Scheveningen și a oucpării succesive a Țărilor de Jos, Franța pierde controlul asupra regiunii începând de la sfârșitul lui 1813. În urma înfrângerii lui Napoleon în 1814 teritoriul intră în componența Regatului Unit al Țărilor de Jos în cadrul căreia face parte din provincia Overijssel, provincie existentă și în prezent în Olanda.